# Brian Teacher
Brian David Teacher, ameriški tenisač, * 23. december 1954, San Diego, ZDA.
Brian Teacher je nekdanja številka sedem na moški teniški lestvici in zmagovalec enega posamičnega turnirja za Grand Slam. Uspeh kariere je dosegel z zmago na turnirju za Odprto prvenstvo Avstralije leta 1980, ko je v finalu premagal Kima Warwicka v treh nizih. Na turnirjih za Odprto prvenstvo Anglije se mu je najdlje uspelo uvrstiti v četrtfinale leta 1982, na turnirjih za Odprto prvenstvo ZDA v četrti krog v letih 1978 in 1980, na turnirjih za Odprto prvenstvo Francije pa v tretji krog leta 1978. Najvišjo uvrstitev na moški teniški lestvici je dosegel 18. oktobra 1981, ko je zasedal sedmo mesto.

## Posamični finali Grand Slamov (1)

### Zmage (1)
| Leto | Turnir                      | Nasprotnik v finalu | Rezultat finala  |
| 1980 | Odprto prvenstvo Avstralije | Kim Warwick         | 7–5, 7–6(4), 6–2 |